# Benczik Sándor
Benczik Sándor (1903–1975) Kossuth-díjas törzsállattenyésztő, a Mezőhegyesi Állami Gazdaság munkatársa.

## Élete
1954-ben a Munka Vörös Zászló Érdemrendjével tüntették ki. 1955-ben megkapta a Kossuth-díj III. fokozatát. A díj indoklása szó szerint idézve: 
Nevéhez fűződik a világhírű mezőhegyesi mangalicaállománynak a fasiszta dúlástól való megmentése. A megmentett kis sertéstörzsből tíz év alatt kiváló szelekciós munkával az élenjáró szovjet sertéstenyésztési és -nevelési módszerek alkalmazásával kiváló tenyésztési eredményt ért el, s az ország mai legjobb mangalicatörzsei nagyrészt a mezőhegyesi tenyészetből származnak.
Egy fia és egy lánya született. Fia pedagógus.